# 西貢聖母聖殿主教座堂
西貢聖母聖殿主教座堂（越南语：／?），全名為「聖母無原罪聖殿主教座堂」（越南语：／?），為 天主教胡志明市总教区的主教座堂，位於越南胡志明市中心。暱稱紅教堂，也是该市最大的教堂，相鄰西貢中心郵政局。
本工程完成于1863至1880年之间。建築風格受法国影響，具有兩鐘塔樓，高58米。採用從法国进口的材料，外墙的磚来自马赛。胡志明市各天主教典禮都在此主教座堂進行，對外也是著名觀光景點。

## 歷史

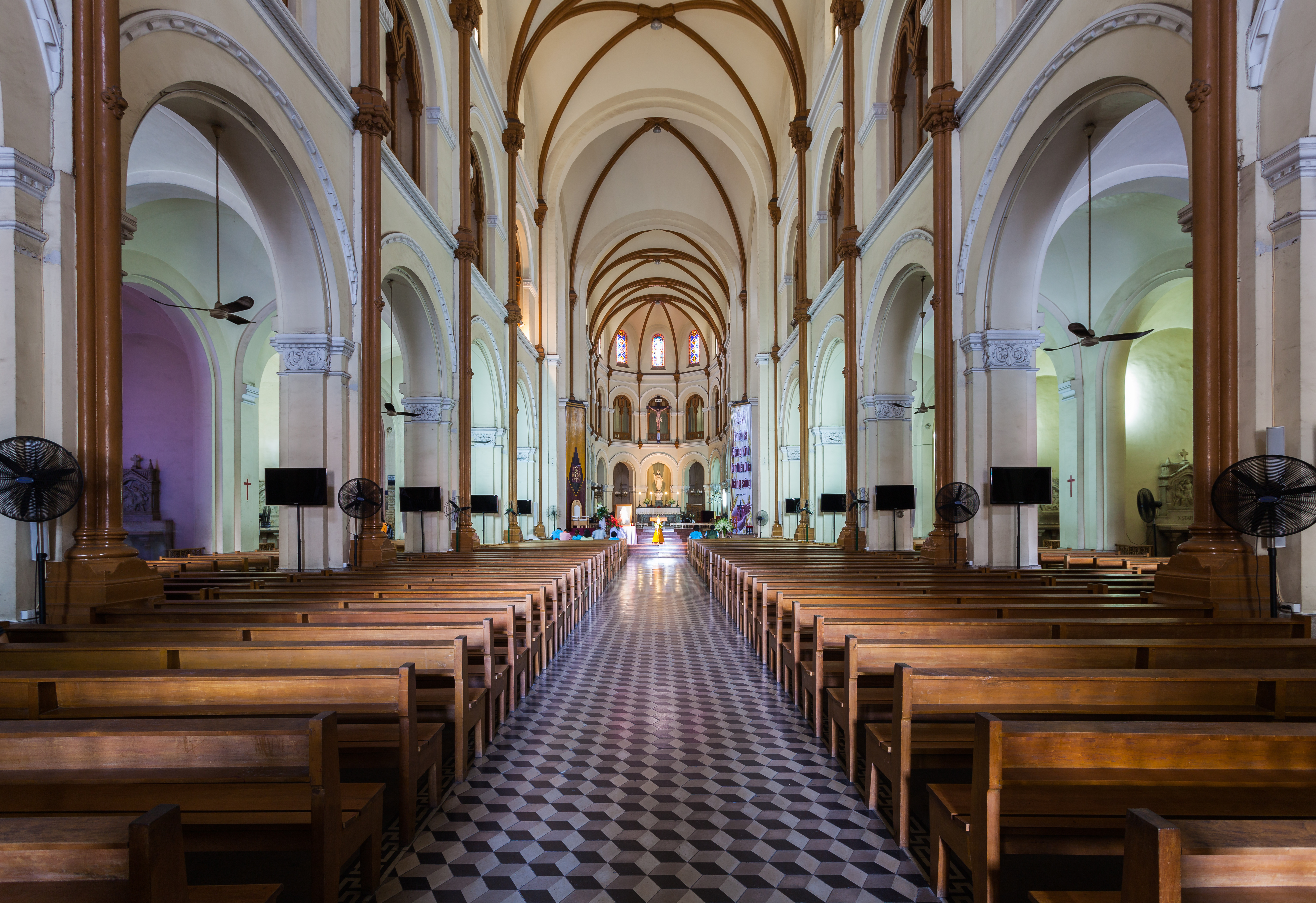
大殿中部

1866年，法國第一美術學院培育的建築師Georges Lhermite被邀請至西貢設計兩棟建築：教堂和總督府。

雖然總督府順利建造完成，但是教堂卻一再拖延，同時政府也捨棄Lhermite的計畫，在1875年舉辦國際競圖，由法國巴黎的建築師Jules Bourard繼續教堂的工程，經過五年，完成了這棟具有仿羅馬式外表、內部有哥德式肋拱的紅磚教堂 。
1895年，教堂才加上尖塔（鐘樓），成為今日所見之樣貌。

## 設計
聖母聖殿主教座堂建築物的所有原始材料都是從法國進口的。包括教堂所用的紅磚，直到今天紅色的磚仍然沒有褪色，其中瓷磚上刻有「Guichard Carvin, Marseille St André France」字樣，說明了生產瓷磚的地區來自馬賽。有些瓷磚上則刻有「Wang-Tai Saigon」字樣。此後，西貢製造了許多瓷磚，以替換因戰爭而受損的瓷磚。其中沙特爾的洛林公司提供了56個玻璃窗，而大教堂地基的設計可承受建築的十倍重量。

查爾斯·洛林公司所設計的玻璃窗
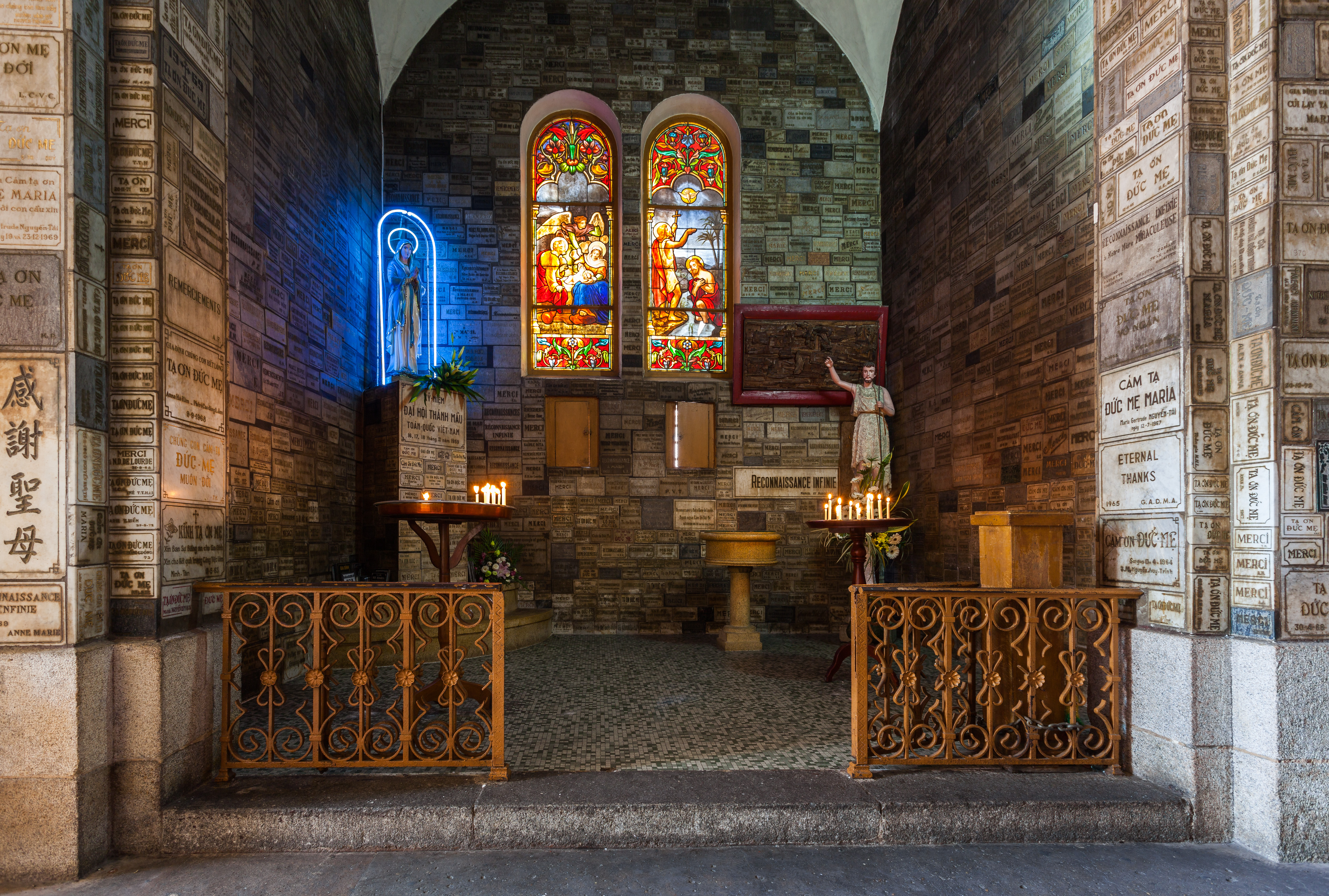
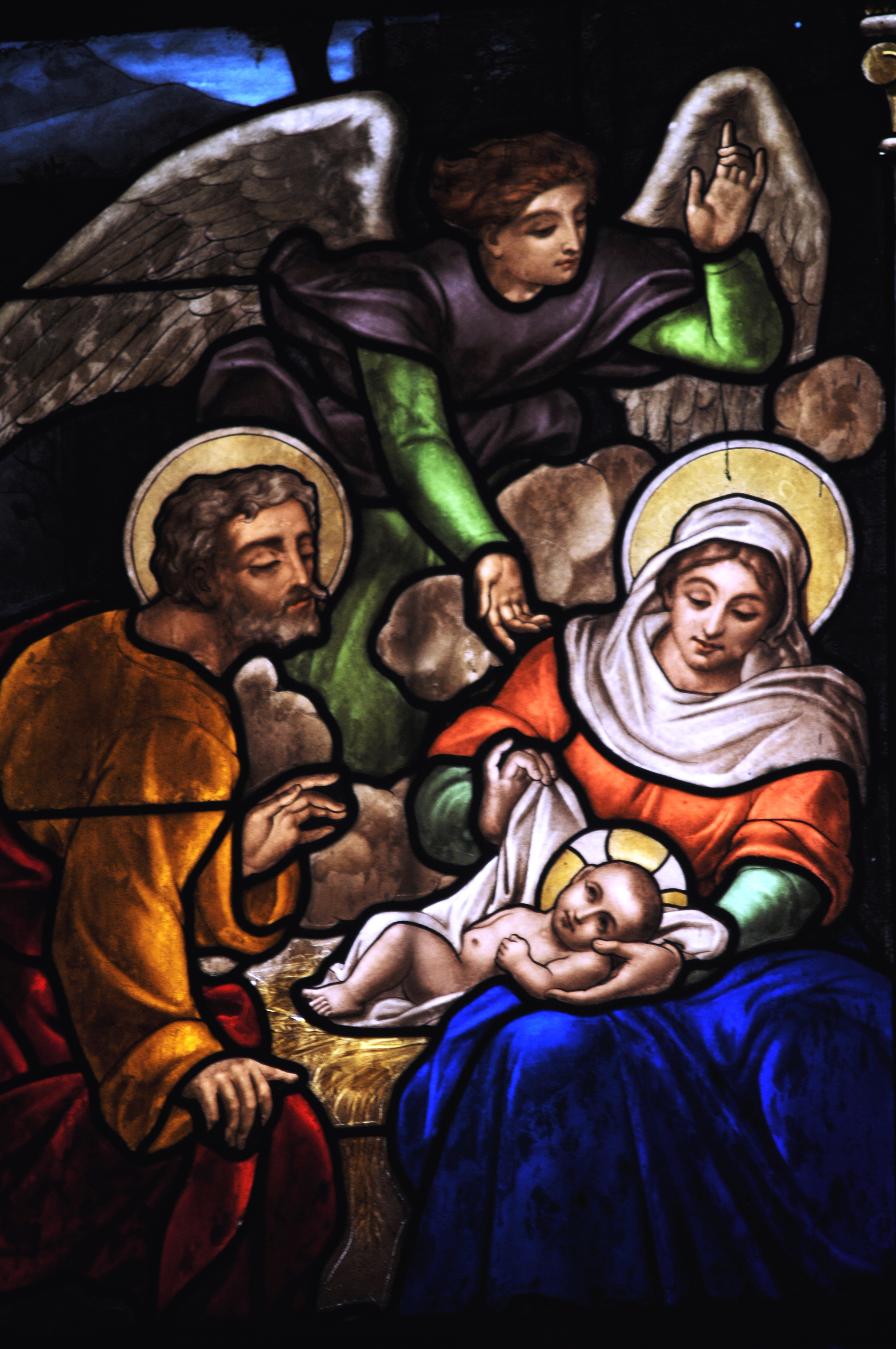
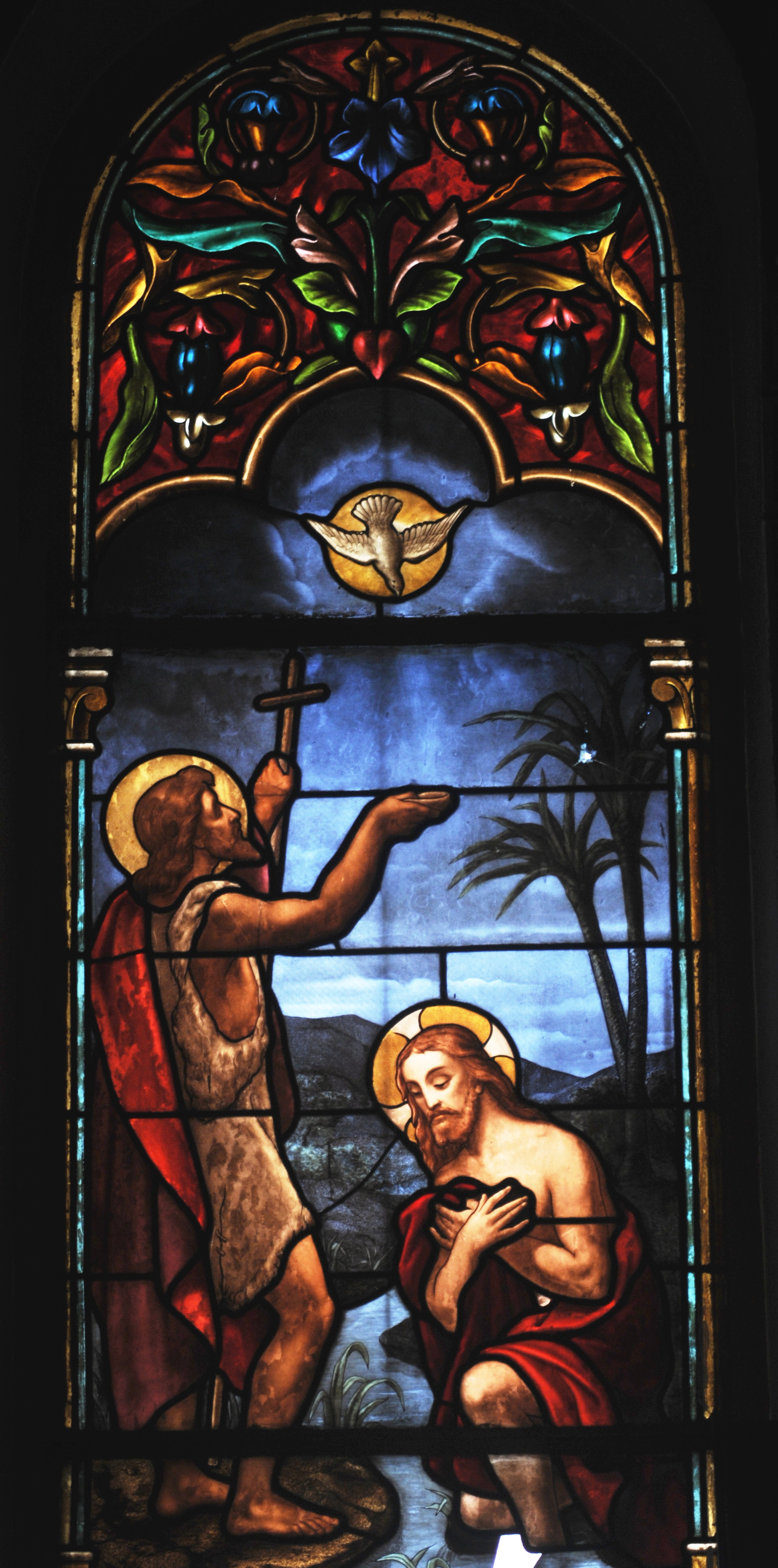

## 另見
- 越南天主教
- 天主教胡志明市总教区
- 圣若瑟主教座堂，姊妹教堂

## 外部連結
- 西貢聖母聖殿主教座堂介紹 （页面存档备份，存于）（中文）